# Adolf Wüllner
Friedrich Hugo Anton Adolf Wüllner, född 13 juni 1835 i Düsseldorf, död 6 oktober 1908 i Aachen, var en tysk fysiker. 
Efter olika befattningar som fysiker blev Wüllner 1869 professor i fysik vid tekniska högskolan i Aachen. Han var främst experimentalfysiker och utförde ett betydande antal undersökningar, däribland mätningar av ljudets hastighet i olika gaser, en rad undersökningar över spektrumens beroende av de strålande kropparnas beskaffenhet, kvicksilvers utvidgning, värmeinnehållet hos allotropa former av samma grundämne, tryck och temperatur hos ånga från saltlösningar och vätskeblandningar samt elektrisk fördelning i isolatorer. Hans Lehrbuch der Experimentalphysik (fyra band, 1895–99) blev mycket använd.